# تاتسويا ياماغوتشي
تاتسويا ياماغوتشي (باليابانية: 山口竜弥) هو لاعب كرة قدم ياباني، ولد في 9 فبراير 2000 في يوكوهاما في اليابان. لعب مع غامبا أوساكا.

## وصلات خارجية
- تاتسويا ياماغوتشي على موقع رابطة كرة القدم اليابانية للمحترفين (اليابانية)
- تاتسويا ياماغوتشي على موقع قاعدة بيانات كرة القدم.إي يو (الإنجليزية)
- تاتسويا ياماغوتشي على موقع Soccerway.com (الإنجليزية)
- تاتسويا ياماغوتشي على موقع عالم كرة القدم.نت (الإنجليزية)